# Texas-Mexican Railway
El Texas Mexican Railway (reporte de marca: TM) fue un ferrocarril que operaba como una filial del Kansas City Southern Lines en Texas, Estados Unidos y México. A menudo, se le conocía como el ferrocarril Tex-Mex o TexMex.
El 1 de enero de 2005, Kansas City Southern (KCS) tomó el control del Texas Mexican Railway y la porción de los Estados Unidos del Puente Internacional Texas Mexican Railway en Laredo, Texas. El ferrocarril fue un enlace vital en la red ferroviaria de KCS, conectando a The KCS y TFM, S.A. de C.V. Si bien Tex-Mex fue realmente una entidad legal separada, KCS y Tex-Mex fueron operados como un solo ferrocarril.

## Historia

### sigloXIX

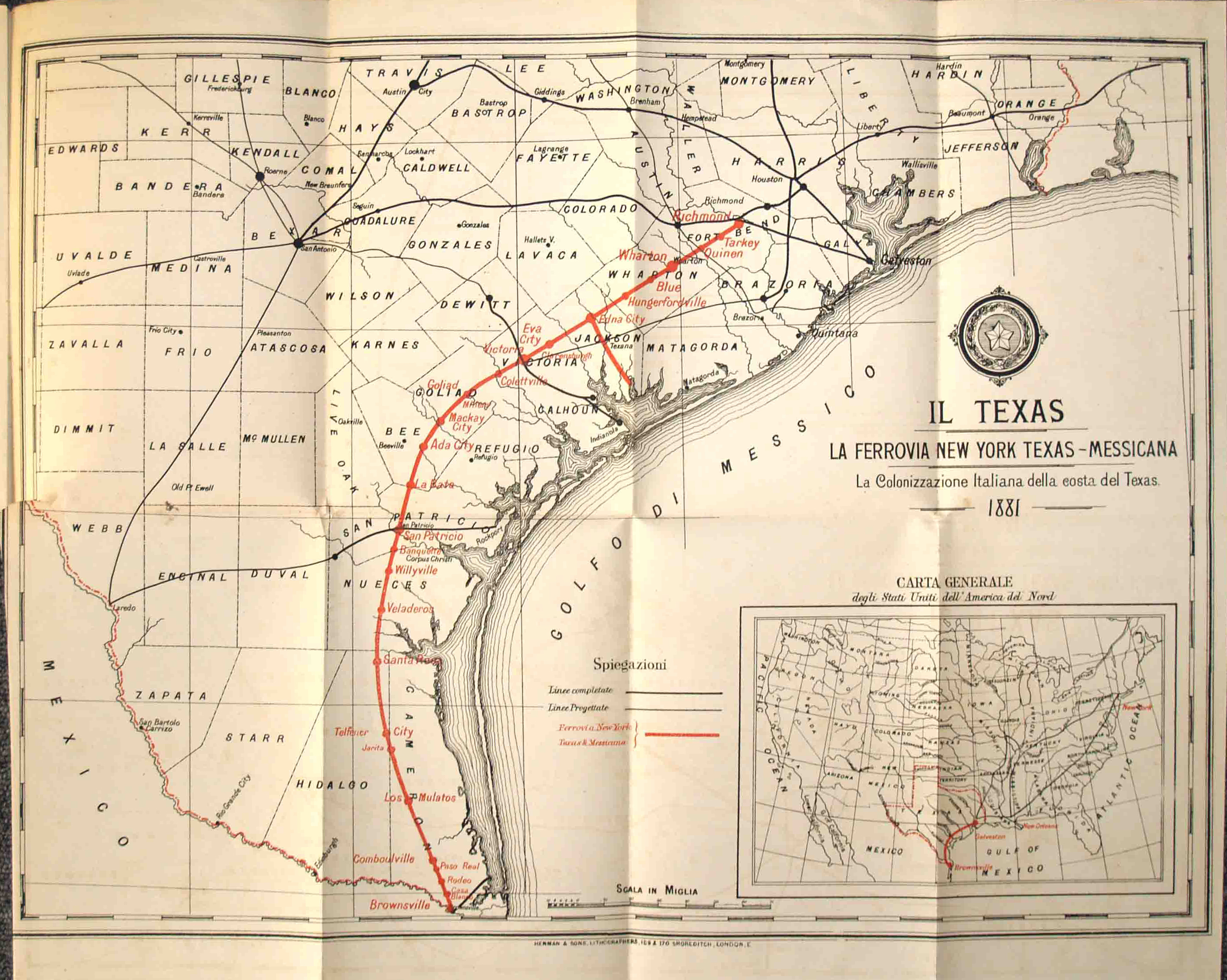
Il Texas: La Ferrovia New York Texas - Messicana, 1881

Constituida en marzo de 1875, Corpus Christi, San Diego y Rio Grande Gauge Railroad construyeron un ferrocarril de vía estrecha de 3 pies (914 mm) desde Corpus Christi hasta Rancho Banquete, Texas, entre 1875 y 1877, y luego a San Diego en 1879. Este objetivo principal de la línea de 84 km era llevar ovejas domésticas de los ranchos de Texas a las costas del Golfo de México, y recibió algunos fondos de Richard King y Mifflin Kenedy. En 1881, la línea se vendió a un sindicato  y se le otorgó una nueva carta como el Texas-Mexican Railway. Según este documento, a la línea se le construyó un adicional de 180 km a Laredo, Texas. En 1883, se construyó un puente a través del Río Bravo a Nuevo Laredo, Tamaulipas, lo que convirtió al Tex-Mex en la primera conexión ferroviaria entre México y los Estados Unidos. Esto otorgó acceso ferroviario para todo el norte de México al Puerto de Corpus Christi, devastando el comercio internacional en Brownsville, en la parte baja del Valle del Río Grande, y su puerto de aguas profundas, Los Brazos de Santiago. Esta conexión ferroviaria también devastó la navegación comercial del Río Bravo, entre Rio Grande City, Ciudad Camargo, Brownsville y Los Brazos de Santiago, ubicado junto a la desembocadura del Río Bravo. No fue hasta 1889 cuando el sistema ferroviario de Norteamérica conectó a México con Canadá. En 1910, se completó un puente ferroviario internacional en Brownsville y Matamoros, Tamaulipas, que actualmente es propiedad y está operado por Brownsville & Matamoros Bridge Company, una empresa conjunta de Union Pacific y el gobierno mexicano.

### sigloXX
El gobierno mexicano controló el Tex-Mex desde 1900 hasta 1982, cuando la privatización lo hizo parte del grupo TFM. El 17 de julio de 1902, el ferrocarril se convirtió en un ancho estándar de 4 pies y 8 1/2 pulgadas (1.435 mm). En 1906, compró el Ferrocarril del Norte Mexicano de Texas, y en 1930, el Ferrocarril del Golfo y San Diego.
Ordenados el 22 de abril de 1938, se entregaron siete locomotoras diésel entre agosto y noviembre de 1939. Mientras que algunas locomotoras de vapor se mantuvieron hasta 1946 o 1947, casi nunca se usaron, y se considera que el Tex-Mex fue el primer ferrocarril en todo el mundo en solamente usar diésel.
También comenzaron a operar un ferrocarril gubernamental de 31 km desde Corpus Christi hasta una estación aérea naval en 1940. En 1995, KCS en expansión compró el 49% del Tex-Mex, y en 1997, el Consejo de Transporte de Superficie otorgó derechos de seguimiento al TexMex para conectarse al KCS en Beaumont, Texas. En respuesta al aumento del comercio internacional entre los Estados Unidos y México, el ferrocarril construyó un gran patio ferroviario y una instalación de transporte de carga intermodal en Laredo, Texas, en 1998.

### sigloXXI
En 2002, sin embargo, ambas compañías vendieron sus acciones al Grupo Transportación Ferroviaria Mexicana. En agosto de 2004, KCS nuevamente compró una participación mayoritaria en Tex-Mex, aunque estaban en manos de una compañía fiduciaria hasta que la Junta de Transporte de Superficie aprobó la medida para enero de 2005.